# Langer Stein (Drehlitz)
Der Lange Stein (auch „Großmutter“ genannt) ist ein aus der Jungsteinzeit stammender Menhir in Drehlitz, einem Ortsteil von Petersberg (Saalekreis) in Sachsen-Anhalt.

## Lage und Beschreibung
Der Lange Stein befindet sich 650 m nordöstlich des Ortsausgangs von Drehlitz an der Straße nach Ostrau. Er liegt genau an der Grenze beider Orte zwischen den Flurstücken „Galgenfeld“ und „Stücken am langen Stein“.
Der Menhir besteht aus Porphyr. Er hat eine Höhe von 168 cm, eine Breite von 70 cm und eine Tiefe von 50 cm. Er hat die Form eines nach oben spitz zulaufenden Pfeilers. Seine Schauseiten zeigen nach Südosten und Nordwesten.